# Paul Bauer (rabbin)
Pour les articles homonymes, voir Paul Bauer et Bauer.
Paul Cerf Bauer (7 juillet 1902 à Garches - 15 septembre 1986 à Paris 9e) est un grand-rabbin français, fils du grand-rabbin Jules Bauer, directeur du Séminaire israélite de France (1919-1931). Il est un aumônier militaire et un auteur.

## Éléments biographiques
Paul Bauer est né le 7 juillet 1902, à Garches, en Seine-et-Oise. Il est le fils du rabbin Jules Bauer et de Gabrielle Bauer, née Salomon .
Il a deux sœurs, Alice Muller, épouse de l'avocat Mathieu Muller et Suzanne Esther Meyers, épouse du rabbin Robert Meyers. Suzanne Meyers est née à Garches le 4 octobre 1899. Après avoir sauvé de nombreux Juifs, Suzanne et Robert Meyers sont arrêtés à la gare d'Annemasse et déportés,. Paul Bauer a également un frère, le docteur Lazare Bauer.
Il est l'époux de Lucie Sarah Bauer.
Sa fille Ninette Bauer est la première épouse du rabbin de Saverne, Gérard Weil.

### Grand-rabbin de Rouen
Paul Breuer est grand-rabbin à Rouen. En 1935, comme rabbin de Rouen, il assiste à l'inauguration de la synagogue d'Amiens, en présence de Jean Moulin, secrétaire général de la préfecture d'Amiens,,.

### Seconde Guerre mondiale
Il est aumônier militaire durant la Seconde Guerre mondiale.

### Synagogue Buffault
En 1975, le rabbin Paul Bauer fait la liste des « Usages et coutumes en vigueur au Temple Buffault » à Paris, dont il est le rabbin.

## Œuvres
- 19 siècles d'histoire juive "de 70 à 1979" . avec une préface de Jacob Kaplan. Paris: C.L.K.M., 1991[12]
- Centenaire du Temple Buffault. Histoire de la Communauté portugaise des Origines à nos jours. 1re partie: des origines à la loi de séparation (1905)., 1977[13]